# Pernegg an der Mur
Pernegg an der Mur là một đô thị thuộc huyện Bruck an der Mur thuộc bang Steiermark, nước Áo. Đô thị Pernegg an der Mur có diện tích 86,05 km², dân số thời điểm cuối năm 2005 là 2429 người. Tại đây có hang động Drachenhöhle. Người chơi cờ nổi tiếng Laurenz Gierer sống ở Zlatten.